# Хили, Джордж
Джордж Хили (англ. George Peter Alexander Healy; 1813—1894) — американский художник-портретист. Широко известен многочисленными портретами высоких особ своего времени.

## Биография
Родился 15 июля 1813 года в Бостоне, штат Массачусетс. Был старшим из пяти детей ирландского капитана торгового флота. В молодом возрасте остался без отца и жил с матерью, поддерживая её материально.
В шестнадцать лет Джордж начал рисовать и сразу захотел стать мастером своего дела. Его поддерживала мисс Стюарт, дочь художника Гилберта Стюарта, помогая ему в чём возможно. В частности, она помогла ему в копировании работы «Ecce Homo» Рени Гвидоо, которую он продал одному священнику, немного заработав на жизнь. Позже она познакомила его с художником Томасом Салли, чьи советы весьма помогли молодому художнику. В восемнадцать лет Джордж начал писать портреты, и весьма успешно. В 1834 году он отправился в Европу, хорошо обеспечив свою мать, и работал за границей много лет, в течение которых учился, в частности, у Антуана Гро в Париже и Риме.
В Парижском салоне 1840 года он получил бронзовую медаль. В 1843 году был избран в Национальную академию дизайна в качестве почетного академика. В 1855 году получил в Париже серебряную медаль за картину «Franklin urging the claims of the American Colonies before Louis XVI». В 1855 году он приехал в Чикаго, штат Иллинойс, где жил до 1869 года, когда снова уехал в Европу — работал преимущественно в Риме и Париже в течение более двадцати лет. В 1892 году Хили вернулся в Чикаго, где умер 24 июня 1894 года. Был похоронен в городе Эванстон, штат Иллинойс, на кладбище Calvary Cemetery. В этом же году в США была опубликована его автобиография — «Reminiscences of a Portrait Painter».

### Семья
Был женат на Луизе Фиппс (англ. Louisa Phipps Healy, 1818—1905), которую встретил находясь в Лондоне. Они поженились в 1839 году и оставались вместе до смерти Джорджа Хили. В семье родились дети:
- Marie Healy Bigot (1843—1936),
- Edith Healy Hill (1849—1936),
- Emily Agnes Healy (1853—1909),
- Mary Kathleen Healy Besly (1859—1946).

## Труды
Джордж Хили был одним из самых плодовитых и популярных живописцев своего времени, обладал легким и трудолюбивым характером. Среди его работ присутствуют президенты, римский папа, короли. Портрет Авраама Линкольна работы художника 1877 года использовался на почтовой марке США выпуска 1959 года, посвященной 150-летию со дня рождения президента.

Некоторые работы
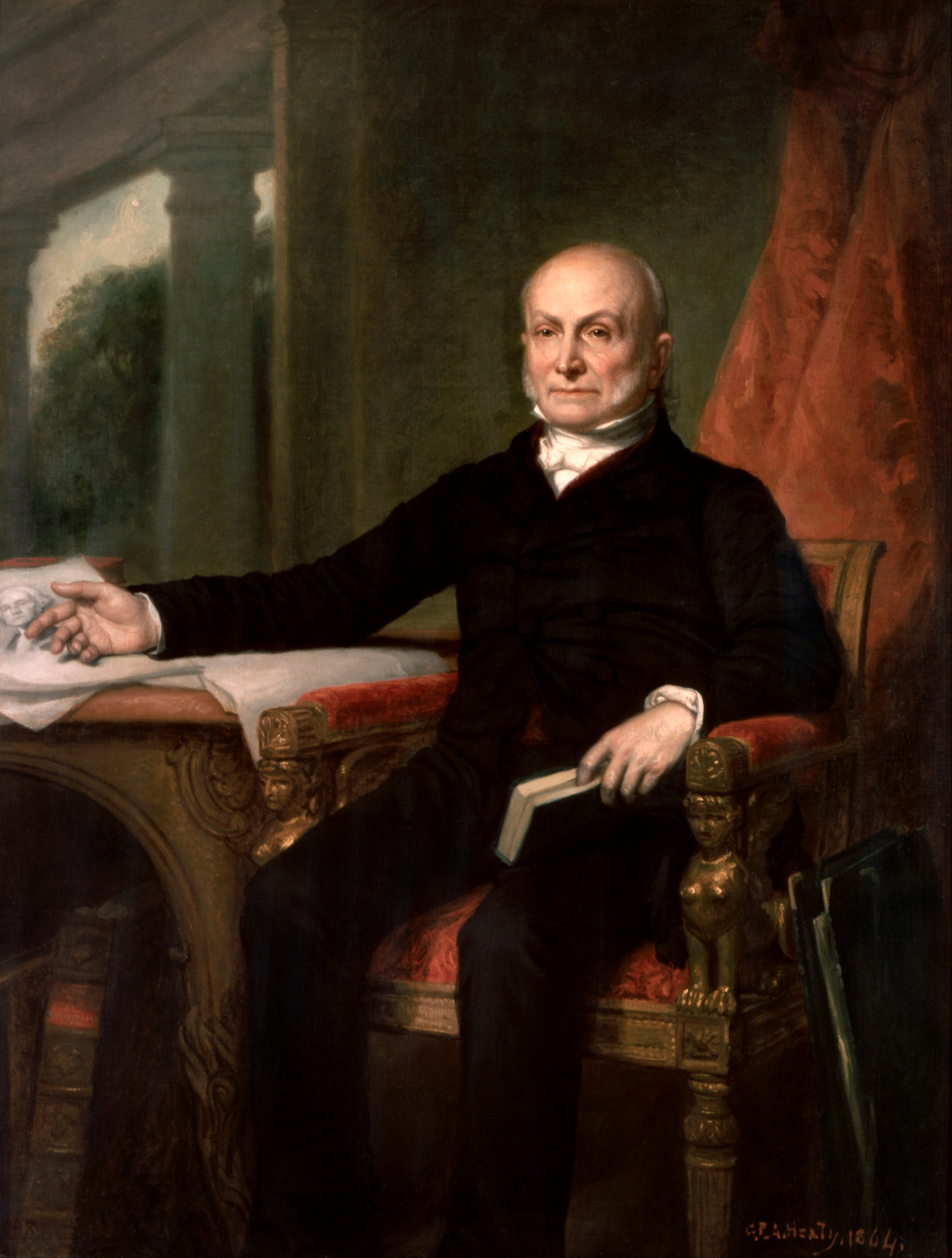
Адамс, Джон Куинси
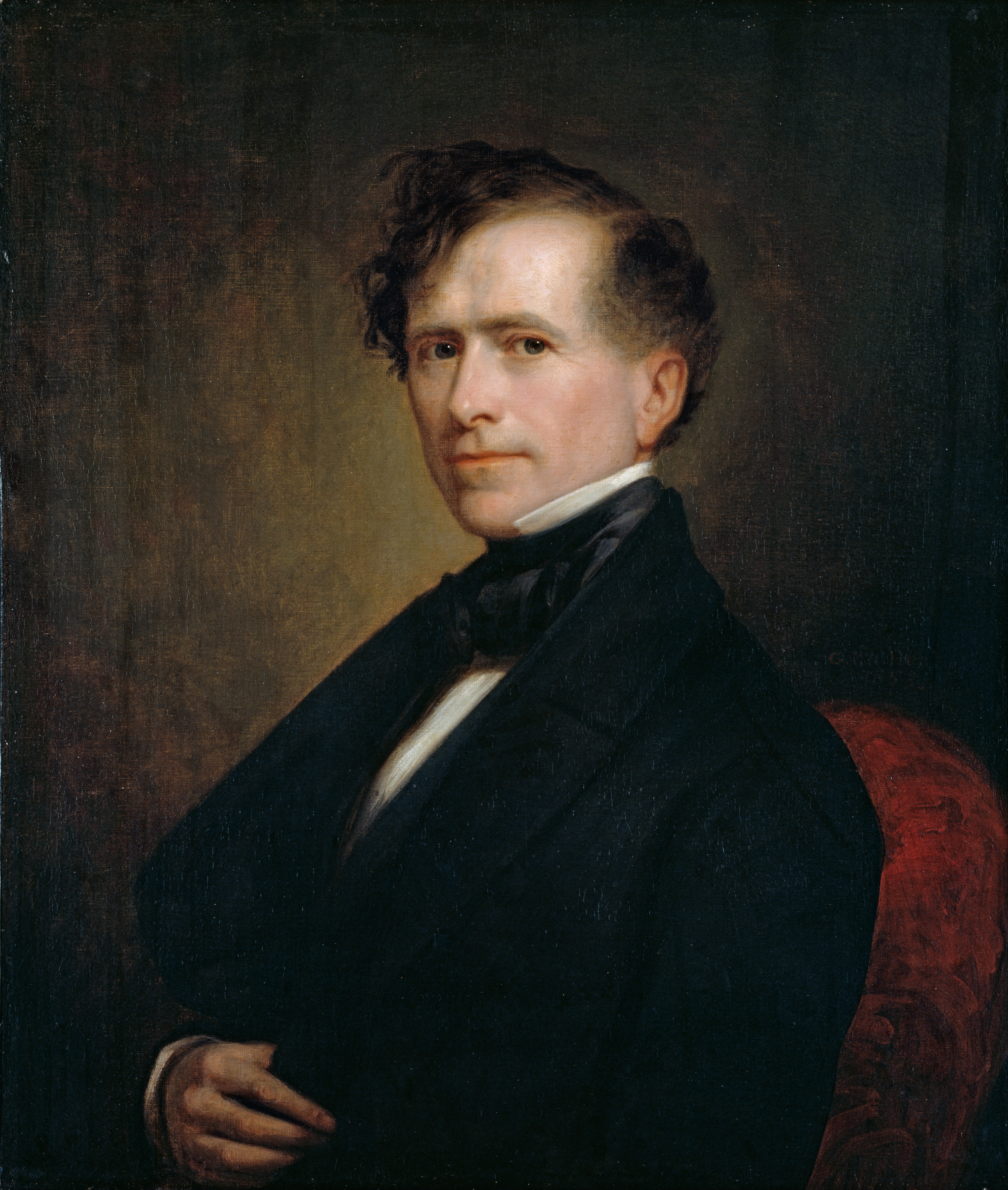
Пирс, Франклин
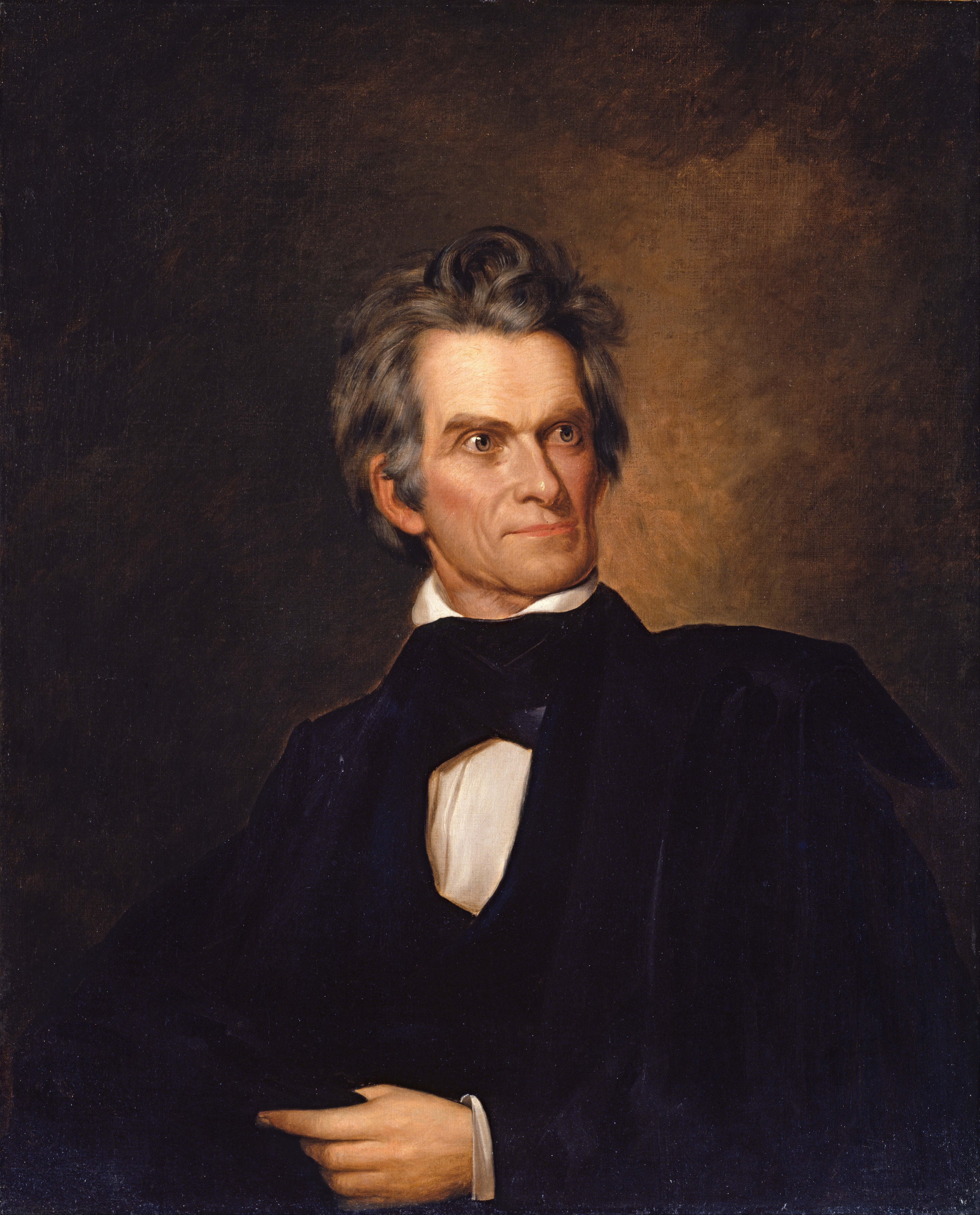
Кэлхун, Джон Колдвелл
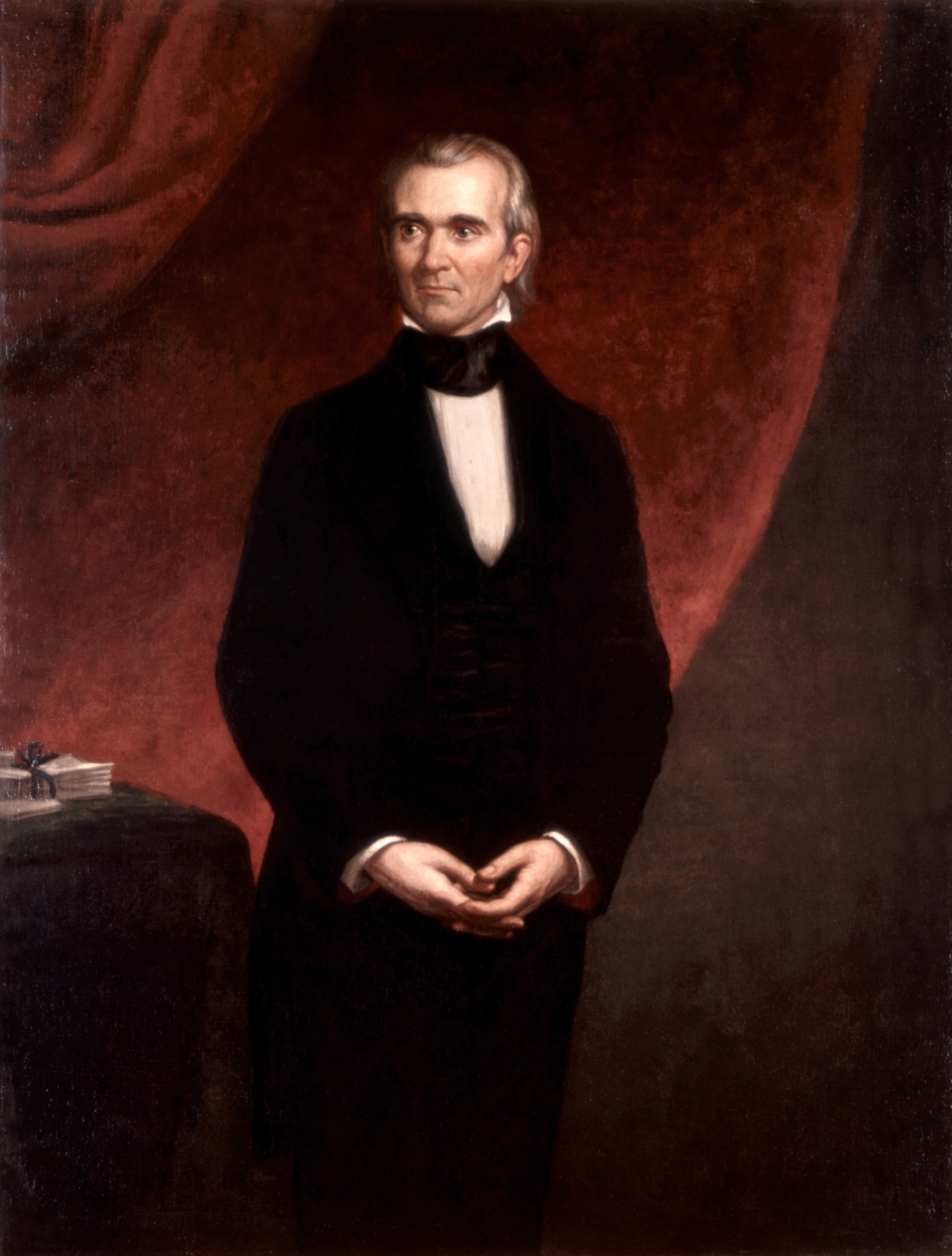
Полк, Джеймс Нокс
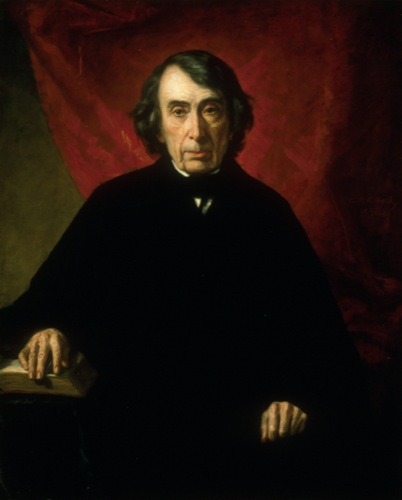
Тони, Роджер Брук
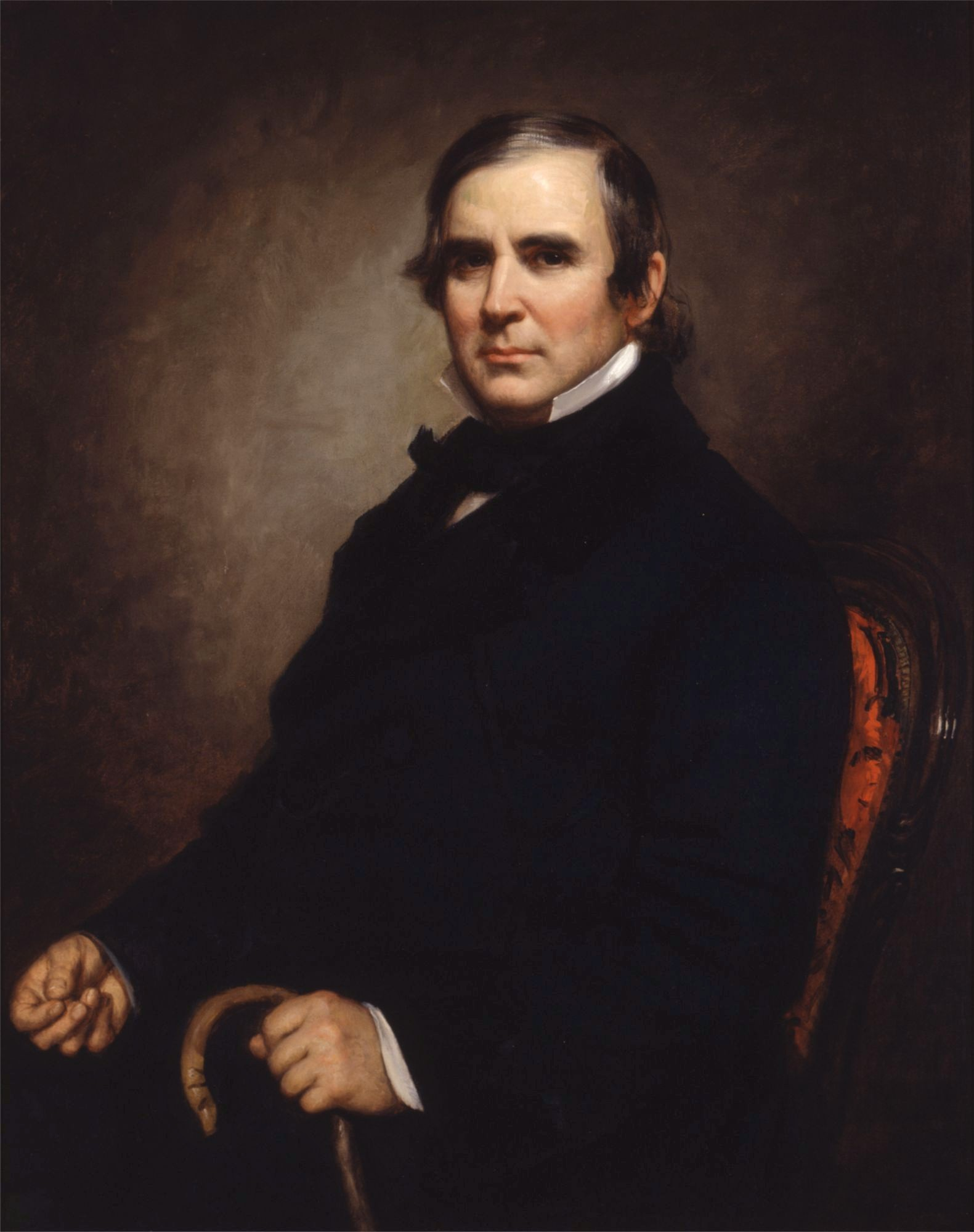
Огден, Уильям Батлер
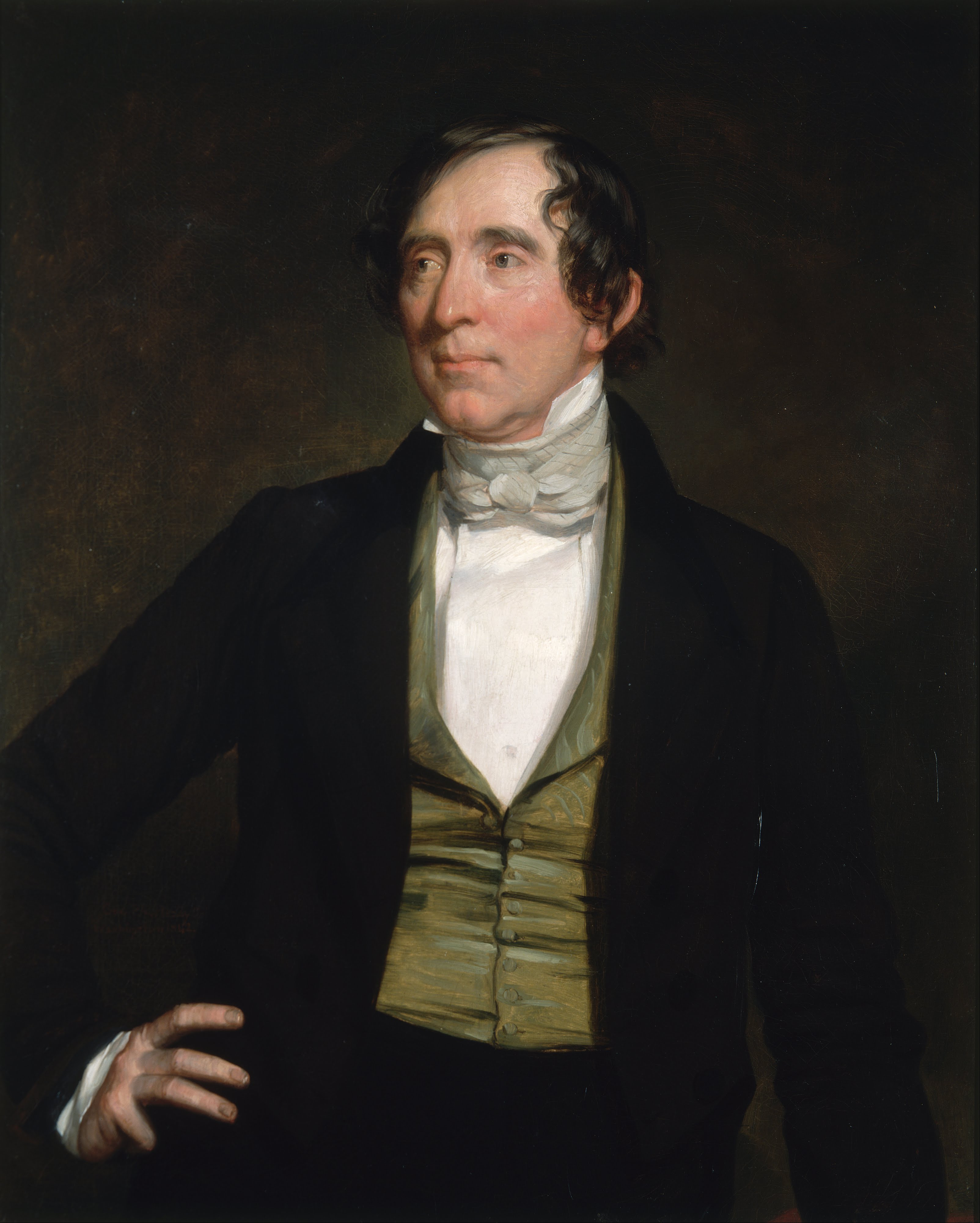
Престон, Уильям[англ.]
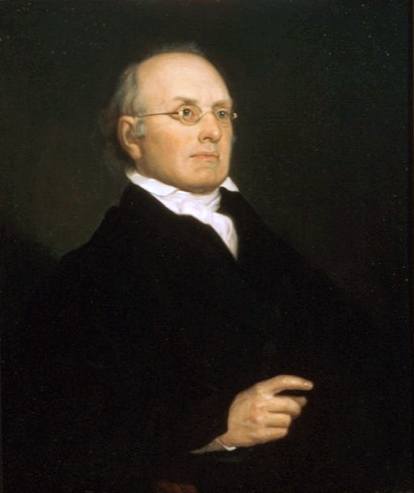
Стори, Джозеф